# Tour de l’Avenir 2009
Die 46. Tour de l’Avenir fand vom 5. bis 13. September 2009 statt. Das Radrennen wurde in neun Etappen über eine Distanz von 1.292,5 Kilometern ausgetragen. Es zählt zur UCI Europe Tour 2009 und zum Rad-Nationencup der Männer (U23), an dem nur Nationalmannschaften mit Fahrern der U23-Klasse starten dürfen.

## Etappen
| Etappe    | Tag           | Start – Ziel                  | km       | Etappensieger        | Führender     |
| --------- | ------------- | ----------------------------- | -------- | -------------------- | ------------- |
| 1. Etappe | 5. September  | Dreux – Dreux                 | 130      | Julien Bérard        | Julien Berard |
| 2. Etappe | 6. September  | Dreux – Tourville-la-Campagne | 138      | Jean-Lou Païani      | Julien Berard |
| 3. Etappe | 7. September  | Le Thuit-Signol – Compiègne   | 189      | Marko Kump           | Julien Berard |
| 4. Etappe | 8. September  | Margny-lès-Compiègne – Sedan  | 197      | Troels Vinther       | Julien Berard |
| 5. Etappe | 9. September  | Sedan – Guénange              | 166,5    | Jónathan Castroviejo | Julien Berard |
| 6. Etappe | 10. September | Château-Salins – Gérardmer    | 146      | Timofei Krizki       | Romain Sicard |
| 7. Etappe | 11. September | Gérardmer – Ornans            | 182,5    | Andreas Stauff       | Romain Sicard |
| 8. Etappe | 12. September | Ornans – Ornans               | 27 (EZF) | Romain Sicard        | Romain Sicard |
| 9. Etappe | 13. September | Besançon – Besançon           | 116,5    | Dennis van Winden    | Romain Sicard |